# Corinthians Futebol Clube
O Corinthians Futebol Clube é um clube brasileiro de futebol da cidade de Santo André. Foi fundado em 15 de agosto de 1912 em São Bernardo do Campo, sob o nome Corinthians Foot-Ball Club sendo conhecido como "Corinthians de São Bernardo", e somente em 1938 quando a cidade de Santo André se emancipou de São Bernardo do Campo o clube passou a ser o "Corinthians de Santo André".
A equipe disputou doze edições do campeonato paulista de futebol, pelas segunda, terceira e quarta divisões. Atualmente disputa apenas campeonatos amadores de futebol.

## História
Assim como o Sport Club Corinthians Paulista, o nome da equipe de Santo André também surgiu devido ao Corinthian Football Club, equipe inglesa que excursionava pelo Brasil. Entre os fundadores as duas propostas finais de nome eram Flor da Índia e Corinthians.
A primeira escalação da equipe foi formada por João, Túlio, Manetti, Polesi e Veronesi, Jacomo e Américo, Paulista, Cortez, Severino e Carmine.
A primeira partida e gol de Pelé foi contra o Corinthians de Santo André, numa partida amistosa de comemoração da Independência do Brasil, em 7 de setembro de 1956.

## Títulos
- Campeonato Paulista - Série A2 = 1939